# Hans Wussing
Hans-Ludwig Wußing (né le 15 octobre 1927 à Waldheim et mort le 26 avril 2011 à Leipzig) est un historien allemand des mathématiques et des sciences. 

## Formation et carrière
Wussing a obtenu son diplôme d'études secondaires et, de 1947 à 1952, a étudié les mathématiques et la physique à l'université de Leipzig. Ernst Hölder (en) était l'un de ses professeurs. En 1952, il passe l'examen d'État et obtient son doctorat en 1957. Sa thèse portait sur l'intégration de groupes finis. De 1956 à 1966, il a été assistant à l'Institut Karl-Sudhoff pour l'histoire de la médecine et des sciences de l'université de Leipzig. Il y est devenu professeur en 1966 avec un travail révolutionnaire sur la genèse du concept de groupe abstrait. De 1966 à 1968, Wußing a été chargé de cours et, à partir de 1968, professeur d'histoire des mathématiques et des sciences naturelles. 
En 1969, son livre Genesis of the Abstract Group Concept a été publié en allemand ; il a été traduit par Abe Shenitzer et Hardy Grant en 1984. B.H. Newman a écrit dans Mathematical Reviews que la « thèse principale de Wussing, bien défendue et bien documentée, est que les racines de la notion abstraite d'un groupe ne résident pas, comme on le suppose souvent, uniquement dans la théorie des équations algébriques, mais on les retrouve aussi dans la géométrie et dans la théorie des nombres à la fin du XVIIIe et la première moitié du XIXe siècle ». Newman commente que la bibliographie de Wussings est « étrangement arrangée ». Newman note également qu'une perspective plus large sur le sujet nécessiterait la lecture des travaux de George Abram Miller (en). 
Promu chef de département à l'Institut Karl-Sudhoff, il a dirigé l'institut de 1977 à 1982. En 1971, il est devenu membre correspondant de l'Académie internationale d'histoire des sciences et membre régulier en 1981. En 1984, il est devenu membre à part entière de l'Académie des sciences de Saxe de Leipzig. Wussing a pris sa retraite en 1992. 

## Travaux
Wussing est l'auteur de nombreuses publications historiques scientifiques, l'auteur de nombreuses biographies de mathématiciens, et co-éditeur de plusieurs séries de publications, y compris des biographies dans le Teubner Verlag, et de plusieurs volumes de la série Klassiker der Exakten Wissenschaften (Ostwald's Classics of the Exact Sciences), notamment sur les travaux d'Euler sur la théorie fonctionnelle, le journal mathématique de Gauss et le programme d'Erlangen de Felix Klein. Il a également participé à la publication du Biographical and Literary Pocket Dictionary of the History of Exact Sciences de Johann Christian Poggendorff.
En 1993, il a reçu le prix Kenneth O. May. Jusqu'en 1998, il était président de la Commission d'histoire des sciences de l'Académie saxonne des sciences.

## Publications
- 1962 : Mathematics in the period of slave society, Leipzig, Teubner et Aix-la-Chapelle, Mayer.
- 1969 : Die Genesis des abstrackten Gruppenbegriffes. Ein Beitrag zur Entstehungsgeschichte der abstrakten Gruppentheorie[3],[4] . 
  - 1984 : The Genesis of the abstract group concept, MIT Press
- 1973 : Nicholas Copernicus, Leipzig, Urania
- 1974 : Carl Friedrich Gauss, Leipzig, Teubner, deuxième édition 1976
- 1975 : (éditeur avec Wolfgang Arnold) Biographien bedeutender Mathematiker - eine Sammlung von Biographien, 4e édition, Berlin, Volk und Wissen 1989.
- 1977 : Isaac Newton, Leipzig, Teubner, 4e édition 1990
- 1987 : (éditeur) History of Science, Cologne, Aulis Verlag.
- 1989 : Vorlesungen der Geschichte der Mathematik, Deutscher Verlag der Wissenschaften .
- 1989 : Adam Ries, Leipzig, Teubner, 1992, 3e édition révisée et augmentée, édition de Leipzig sur la Gutenbergplatz 2009 (Eagle 033) [5]
- 1992 : (éditeur) Fachlexikon ABC Forscher und Erfinder, Francfort, Verlag Harri Deutsch .
- 1996 : Dauben, J. W.; M. Folkerts, E. Knobloch et H. Wussing (Eds.): « History of Mathematics: States of the Art ». San Diego: Academic Press.
- 2002 : The major renovation – on the history of the scientific revolution, Birkhäuser .
- 2003 : (avec H.W. Alten, A. Djafari Naini, Folkerts, H. Schlosser, K.-H. Chimneys): 4000 years Algebra, Springer Verlag.
- 2008,9: Mathematics 6000 years – a cultural and historical journey through time, 2 vols, Springer
- 2009 : Eagle Guide From Gauss to Poincaré - Mathematics and Industrial Revolution, édition de Leipzig sur la Gutenbergplatz (Eagle 037)
- 2010 : Eagle Guide From Léonard de Vinci and Galileo Galilei . Mathematics and Renaissance, édition de Leipzig sur la Gutenbergplatz (Eagle 041)
- 2011 : Carl Friedrich Gauss . Biographie et document, édition de Leipzig sur la Gutenbergplatz (Eagle 051) 
  - L'annexe de 60 pages "CF Gauss et BG Teubner" pour le 200e anniversaire de sa fondation le 21 février 1811, à Leipzig.
- Menso Folkerts, Christoph J. Scriba et Hans Wussing, « Germany », dans Joseph W. Dauben et Christoph J. Scriba, Writing the History of Mathematics, 2002, I, Countries.
- (de) Gauss, Mathematisches Tagebuch 1796–1814 (Journal mathématique 1796-1814), avec commentaires de Hans Wußing et Olaf Neumann, Harri-Deutsch-Verlag, Frankfurt am Main, 5e édition, 2005,  (ISBN 3-8171-3402-9).